# Jean-Michel Cosson
Pour les articles homonymes, voir Cosson (homonymie).
Jean-Michel Cosson est un historien, un écrivain, un homme politique , un directeur de collection et un enseignant français, né le 7 janvier 1957 à Rodez (Aveyron).

## Biographie
Professeur d'histoire à la retraite résidant à Rodez , Jean-Michel Cosson est un historien, auteur, chroniqueur, directeur de collection et conférencier spécialiste de l' Occitanie, et plus précisément de l'Aveyron, pour lequel il a écrit de nombreux livres notamment sur les grands événements ou encore les affaires du département . Avec Anthony Frot, il fut le directeur des collections consacrées aux affaires criminelles (Les Grandes affaires criminelles) et aux mystères, aux Éditions de Borée, des collections consacrées au true crime en France.
Il est également l'auteur de nombreuses chroniques dans plusieurs journaux locaux de l'Aveyron (Centre-Presse , Le Rouergat et le Ruthénois);
Jean-Michel Cosson est également conseiller municipal de Rodez depuis 2008 (réélu en 2014 et 2020).
Il est également vice-président de Rodez Agglomération du 15 avril 2014 au 24 juin 2021, date à laquelle il démissionne de cette fonction. Il reste cependant  conseiller communautaire de Rodez Agglomération.
Il se déclare par ailleurs le 11 février 2021 candidat aux élections départementales de 2021 en Aveyron sur le canton de Rodez-2 en binôme avec Nadia Abbou conseillère municipale de Rodez déléguée aux affaires générales et avec comme suppléants Justine Fournier et Christophe Panis. Jean-Michel Cosson et Nadia Abbou obtiennent 14,80% lors de ces élections départementales de 2021 dans le canton de Rodez-2 ne leur permettant pas de se maintenir au second tour.
Il annonce le 11 janvier 2022 son départ de la majorité municipale du conseil municipal de Rodez dans laquelle il siégeait depuis 2008. Il siège désormais dans l'opposition en tant que non-inscrit.
Jean-Michel Cosson est considéré comme étant politiquement de divers gauche.

## Presse
- Collaborations au bimestriel Les Grandes Affaires de l'Histoire dès 2013 et au trimestriel Les Grandes Affaires Criminelles, chez Oracom, en 2014.

## Sources
- La Dépêche du Midi, 23 novembre 2000, Jean-Michel Cosson écrivain.
- Hérault-Tribune, Le journal du pays Agathois : Les Grandes Affaires Criminelles des Pyrénées-Orientales
- La Dépêche du Midi, Sylvie Ferrer, 28 avril 2004: Jean-Michel Cosson : promesse tenue.